# Autodefesas Unidas da Colômbia
As Autodefesas Unidas da Colômbia (em castelhano Autodefensas Unidas de Colombia, AUC) foram o principal grupo paramilitar de extrema-direita da Colômbia.
As Autodefesa Unidas da Colômbia eram um grupo paramilitar e de tráfico de drogas colombiano que foi um beligerante ativo no conflito armado colombiano durante o período de 1997 a 2006. A AUC foi responsável por retaliações contra os grupos rebeldes das FARC e do ELN, bem como numerosos ataques contra civis a partir de 1997 com o Massacre de Mapiripán.

As atividades da organização se caracterizaram pela sua barbárie e anticomunismo, sendo responsável por numerosos assassinatos e massacres de civis e sindicalistas. Segundo as  Nações Unidas, as AUC são responsáveis por 80% dos assassinatos de civis no conflito armado da Colômbia.

Bandeira do AUC.

A milícia teve suas raízes na década de 1980, quando milícias foram estabelecidas por chefes do tráfico de drogas para combater sequestros rebeldes e extorsão por parte de guerrilheiros comunistas. Em abril de 1997, a AUC foi formada por uma fusão, orquestrada pela ACCU, Autodefensas Campesinas de Córdoba y Urabá, de milícias locais de direita, com a intenção de proteger diferentes interesses econômicos, sociais e políticos locais combatendo insurgentes de esquerda em suas áreas.

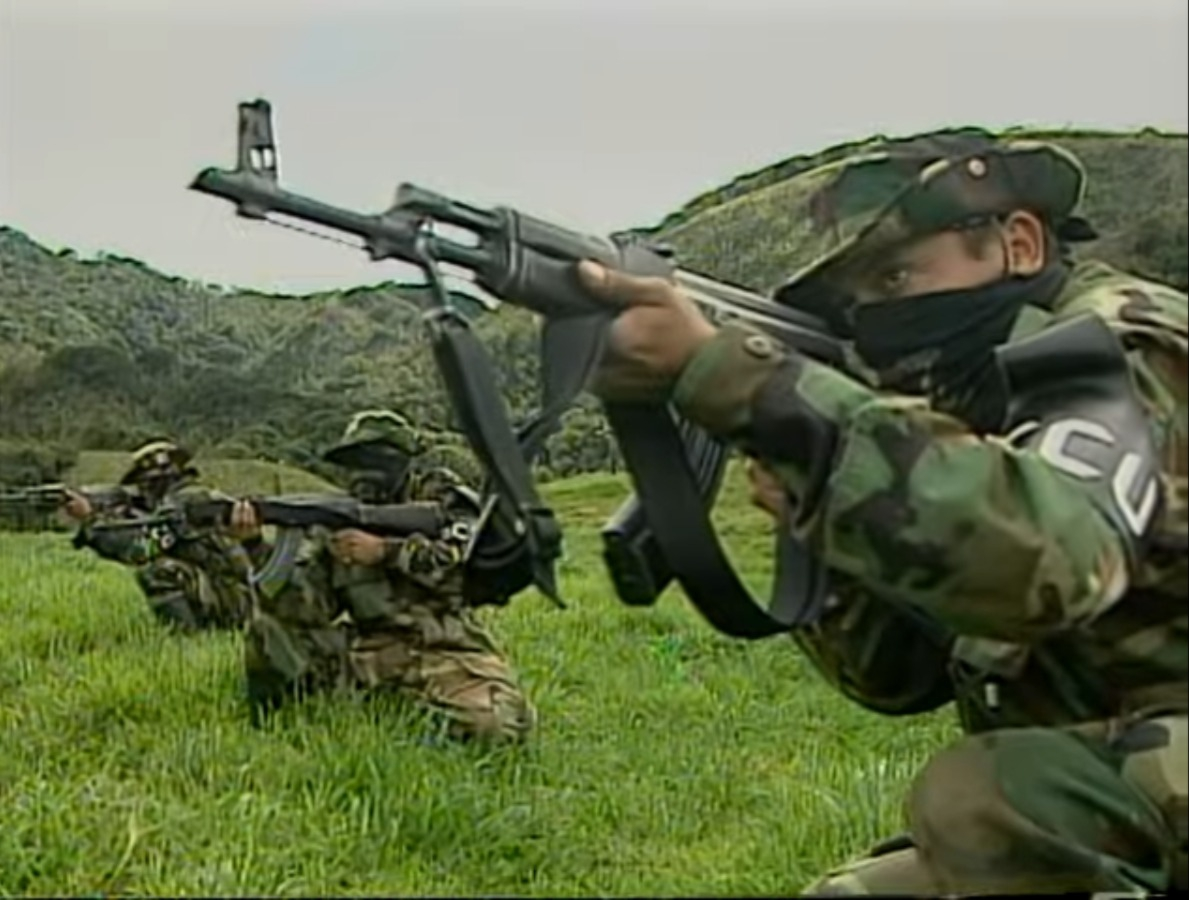
Militares do AUC.

A organização foi liderada por Carlos Castaño  até seu assassinato em 2004 e a organização teria conexões com alguns comandantes militares locais nas Forças Armadas da Colômbia. De acordo com a Human Rights Watch, os grupos paramilitares e as forças armadas da Colômbia compartilham uma conexão muito próxima e devido a quais grupos paramilitares também são vistos como uma extensão, mais comumente chamada de sexta divisão, das Forças Armadas da Colômbia. Forças que tem cinco divisões oficiais.
A AUC tinha cerca de 20.000 membros e foi fortemente financiada através do comércio de drogas e através do apoio de proprietários de terras locais, criadores de gado, empresas de mineração ou petróleo e políticos.
Os militares colombianos foram acusados de delegar aos paramilitares da AUC a tarefa de assassinar camponeses e líderes de sindicatos, entre outros suspeitos de apoiar os movimentos rebeldes e as AUC de modo público e explícito destacaram “agentes políticos e sindicais da extrema esquerda” como alvos legítimos. A AUC foi designada como uma organização terrorista por muitos países e organizações, incluindo os Estados Unidos, o Canadá e a União Europeia.
A maior parte dos blocos da AUC foi desmobilizada no início de 2006 e sua antiga liderança foi extraditada para os EUA em 2008. No entanto, sucessores locais como os Black Eagles continuam existindo e ameaças de morte foram feitas usando seu nome. Em 8 de maio de 2008, funcionários de uma estação de rádio comunitária (Sarare FM Stereo) receberam uma mensagem dizendo: "Para o bem-estar de você e seus entes queridos, não se intrometam em assuntos que não dizem respeito à estação de rádio. AUC, Arauca". Alguns dias depois, as letras AUC foram pintadas na frente do escritório. Essa ameaça foi causada por sua participação em uma reunião pública da qual participaram membros da Comissão de Direitos Humanos do Congresso em 27 de setembro de 2007. Aqui, membros do público denunciaram os abusos de direitos humanos cometidos no Departamento de Arauca por diferentes partes do conflito armado, incluindo AUC.